# Lounès Sabi
Pour les articles homonymes, voir Lounès.
 (août 2019).
Si vous disposez d'ouvrages ou d'articles de référence ou si vous connaissez des sites web de qualité traitant du thème abordé ici, merci de compléter l'article en donnant les références utiles à sa vérifiabilité et en les liant à la section « Notes et références ».
Lounès Sabi (en kabyle : Lwennas Ṣabi ; en tifinagh: ⵍⵡⴻⵏⵏⴰⵙ ⵚⴰⴱⵉ), né le 29 octobre 1981 est un  chanteur, musicien,auteur-compositeur-interprète algérien d'expression kabyle originaire du village Attouche dans la commune de Makouda,wilaya de Tizi Ouzou (région de Kabylie) en Algérie. 

## Biographie
C’est à l’âge de neuf ans qu’il commence à composer ses premières poésies qu’il fredonne quelques années plus tard, ayant appris à jouer de la guitare et faisant par la même occasion ses premiers pas en musique. Comme la majorité des artistes kabyles, il fait ses premières apparitions en public sur des scènes locales à l’occasion de fêtes de mariage et autres célébrations : il y apprend, en côtoyant les gens de ce milieu, les rudiments du métier tout en se perfectionnant[évasif].
En 2005, il signe son premier album intitulé Semḥ-iyi (« Pardonne-moi »), qui s’inscrit dans la tradition de la chanson populaire kabyle. Celui-ci contient six titres et est édité par les Éditions Tafsut.
Les compositions sont modernes[évasif] et puisent leur inspiration dans le genre « chaâbi » et dans le folklore kabyle, et Sabi revendique l’influence de grands chanteurs tels que Cheikh El Hasnaoui, Lounès Matoub, Idir et Lounis Aït Menguellet.
En 2007, il édite un deuxième album intitulé Muqlent wallen (« Visions »)
En tant que finaliste du « Prix Monte-Carlo Doualiya » (le MCD musique, un concours de chant destiné aux artistes de la Méditerranée) organisé par la radio Monte Carlo Doualiya du 15 au 16 octobre 2008, Lounès Sabi se produit à la Bibliothèque d'Alexandrie (Égypte) devant un public nombreux et face à ses deux chalengeurs : Nawel Ben Kraiem (tunisienne) et Ayham Abou Ammar (syrien).

## Discographie
- Semmeḥ-iyi, 2005.
- Muqlent wallen, 2007.
- Tajmilt i fenanen, 2010.
- Tebbi-yi lmmuja, 2012